# Paul Palmer
Paul Palmer (Lincoln, 18 ottobre 1974) è un ex nuotatore britannico.

## Biografia
Specializzato nello stile libero, ha vinto la medaglia d'argento nei 400 m sl alle Olimpiadi di Atlanta 1996.

## Palmarès
- Olimpiadi

Atlanta 1996: argento nei 400 m sl.
- Mondiali

Perth 1998: bronzo nei 400 m sl e nella 4 × 200 m sl.
- Mondiali in vasca corta

Palma di Majorca 1993: bronzo nei 400 m sl.
Göteborg 1997: bronzo nella 4 × 200 m sl.
Hong Kong 1999: argento nella 4 × 200 m sl.
Atene 2000: argento nei 400 m sl e nella 4 × 200 m sl.
- Europei

Sheffield 1993: argento nei 400 m sl.
Vienna 1995: argento nei 400 m sl.
Siviglia 1997: oro nei 200 m sl e nella 4 × 200 m sl e bronzo nei 400 m sl.
Istanbul 1999: oro nei 400 m sl, argento nei 200 m sl e nella 4 × 200 m sl.
Helsinki 2000: bronzo nei 200 m sl e nei 400 m sl.
- Europei in vasca corta

Valencia 2000: argento nei 400 m sl e bronzo nei 200 m sl.